# Štefan Slanina (1954)
Štefan Slanina (* 19. května 1954) je bývalý slovenský fotbalista. Žije v Levicích.

## Fotbalová kariéra
V československé lize hrál za Spartak Trnava. Nastoupil ve 2 ligových utkáních na jaře 1977. Gól v lize nedal. Ve druhé lize hrál za Slovan Agro Levice a v nižších soutěžích za Hontianskou Vrbici.

## Ligová bilance
| Ročník                                      | Zápasy | Góly | Klub               |
| ------------------------------------------- | ------ | ---- | ------------------ |
| 1. československá fotbalová liga 1976/77    | 2      | 0    | Spartak Trnava     |
| 1. slovenská národní fotbalová liga 1981/82 | 30     | 13   | Slovan Agro Levice |
| 1. slovenská národní fotbalová liga 1982/83 | 30     | 3    | Slovan Agro Levice |
| 1. slovenská národní fotbalová liga 1983/84 | 29     | 9    | Slovan Agro Levice |
| 1. slovenská národní fotbalová liga 1984/85 | 30     | 6    | Slovan Agro Levice |
| 1. slovenská národní fotbalová liga 1985/86 | 18     | 2    | Slovan Agro Levice |
| CELKEM 1. liga                              | 2      | 0    |                    |